# 馬謹
馬謹，字守禮，直隸新樂縣人。明朝政治人物。宣德丁未進士。景泰年間，官至河南巡撫。

## 生平
宣德二年（1427年）丁未科進士，事父母甚孝，遭喪，親自負土埋葬。楊士奇嘗稱為「冰霜鐵石」。正統年間，任監察御史，巡按浙江，修建船隻，抵禦倭寇。平賑災台州、處州、寧州、紹興等地饑荒。經吏部尚書郭琎舉薦，升任吏部郎中。正統十年（1445年），薦為湖廣右布政使。正統末，與參將張善平定湖南苗族叛變，景泰初年，與張善再次出擊。升湖廣左布政使。景泰六年（1455年），以都察院右副都御史，巡撫河南，撫恤流民。天順初年，撤銷巡撫官職，馬謹亦被罷歸。